# Rimenze
Rimenze ist ein Dorf im Südsudan.
Das Dorf liegt im Yambio County im Bundesstaat Gbudwe. Es gibt eine im Jahr 1947 gegründete römisch-katholische Missionsstation und das Gesundheitszentrum Primary Health Care Unit im Ort.
In Rimenze betreiben die Caritas Österreich und die Austrian Development Agency eine Schulungsfarm im Rahmen des COMPASS-Programms. Damit soll 1000 Bauernfamilien geholfen werden. Die Bauern lernen Grundfertigkeiten, um die Erträge zu verbessern. Seit 2008 wird die Farm von Ordensschwester Rosa Le Thi Bong betreut.
Seit 2013 tobt im Südsudan ein Bürgerkrieg zwischen den Anhängern von Präsident Salva Kiir und seinem vormaligen Vizepräsidenten Riek Machar. Im Südsudan gibt es 1,7 Millionen Menschen, die unter den Folgen des langjährigen Bürgerkriegs leiden. Immer mehr Menschen sind von der Nahrungsmittelhilfe abhängig, besonders Kleinkinder sind davon betroffen. Im Juli 2016 ist der Konflikt erneut eskaliert. In Rimenze entstand ein Flüchtlingslager, das Stand Anfang 2017 über 4000 Menschen versorgte. Im April 2017 lebten bereits 6000 Menschen in diesem Flüchtlingslager.